# Août 1921

## Événements
- Indes britanniques : révolte des Mapillais (Moplahs), population musulmane du sud, contre le pouvoir colonial. La répression provoque plus de 2 000 morts parmi les rebelles[réf. nécessaire].
- 6 août :  Congrès fondateur de la Ligue internationale pour l'éducation nouvelle où sont présents la plupart des grands noms de l'éducation nouvelle : Adolphe Ferrière, Jean Piaget, Maria Montessori et AS Neill qui fonda l'école de Summerhill quelques mois plus tard[1].
- 14 août - 13 septembre : victoire turque à la bataille de la Sakarya.
- 16 août : 
  - début du règne d'Alexandre Ier, roi des Serbes, Croates et Slovènes. À la mort de Pierre Ier de Serbie, le régime sombre dans une semi-dictature gouvernée par les Serbes du parti national radical de Nikola Pašić. Sous la direction de Stjepan Radic, les Croates et leurs alliés luttent systématiquement contre le pouvoir en place;
  - premier vol de l'hydravion allemand Dornier Libelle.
- 20 août : la Russie soviétique accepte l’aide alimentaire proposée par les États-Unis.
- 22 août : après l’effondrement de l’Empire ottoman, Abdelaziz Ibn Sa'ud érige son émirat du Nedjd au rang de sultanat. Il laisse l’Ikhwan lancer ses raids vers le Sud de l’Irak et la Transjordanie. Arrivées près d’Amman, les forces saoudiennes sont détruites par l’armée britannique. Londres menace de couper ses subventions à Sa’ud et impose un compromis. Afin de calmer les volontés expansionnistes saoudiennes, elle octroie au Sultan des territoires koweïtiens censés contenir du pétrole.
- 23 août : début du règne de Fayçal, roi hachémite d’Irak sous mandat britannique.
  - Fayçal s’appuie sur les grands notables urbains sunnites et sur les anciens officiers irakiens de la révolte arabe, comme Nuri Sa'id et Jafar al-Askari. Ces derniers ont l’ambition de créer un État fort, sur le modèle du régime jeune-turc. Les querelles de pouvoir sont très fortes et l’instabilité ministérielle est de mise. Les anciens officiers s’enrichissent et deviennent des notables et des grands propriétaires. Fayçal favorise la formation d’une armée moderne nationale.
- 25 août : les États-Unis signent une paix séparée avec l'Allemagne.
- 25 août - 21 septembre[2] : premier congrès du comité syro-palestinien à Genève sous la direction de l’émir Michel Lutfallah (avec Rashid Rida, l’émir druze Shakib Arslan, etc.). Il met sur pied un bureau permanent à Genève chargé de mener une action d’information auprès de la SDN en faveur de la nation arabe de Syrie. Face au danger sioniste, les Palestiniens refusent de se reconnaître comme Syriens.
- 26 août : assassinat de Matthias Erzberger, homme politique allemand.
- 28 août : Mustafa Kemal, nommé généralissime, parvient à faire lâcher prise aux Grecs.
- 28 août - 6 septembre : deuxième Congrès panafricain à Londres, Bruxelles et Paris[3].

## Naissances
- 4 août : 
  - Maurice « Rocket » Richard, joueur de hockey sur glace québécois († 27 mai 2000).
  - Charles H. Coolidge, militaire américain († 8 avril 2021).
- 5 août : Yves Vincent, comédien français († 6 janvier 2016).
- 7 août : Manitas de Plata, Compositeur français († 5 novembre 2014).
- 12 août : Federico Zeri, historien d'art italien († 5 octobre 1998).
- 18 août : Frédéric Jacques Temple, écrivain français († 5 août 2020).
- 24 août : 
  - Nikolaï Goumilev, poète russe (º 15 avril 1886).
  - Sam Tingle († 19 décembre 2008), pilote automobile rhodésien.
- 25 août : 
  - Paulos Tzadua, cardinal éthiopien, archevêque d'Addis-Abeba († 11 décembre 2003).
  - Monty Hall, acteur et journaliste († 30 septembre 2017).
- 27 août : Paul Rousset, évêque catholique français, pradosien et évêque émérite de Saint-Étienne († 9 janvier 2016).
- 28 août : Lidia Gueiler Tejada, femme politique, présidente de la Bolivie († 9 mai 2011).
- 29 août : Iris Apfel, entrepreneure américaine, architecte d’intérieur et icône de la mode († 1er mars 2024).

## Décès
- 2 août : Enrico Caruso, chanteur italien (° 1873).
- 7 août : Alexandre Blok, poète russe (° 16 novembre 1880).
- 29 août : Lionel Herbert Clarke, lieutenant-gouverneur de l'Ontario.